# Drammen

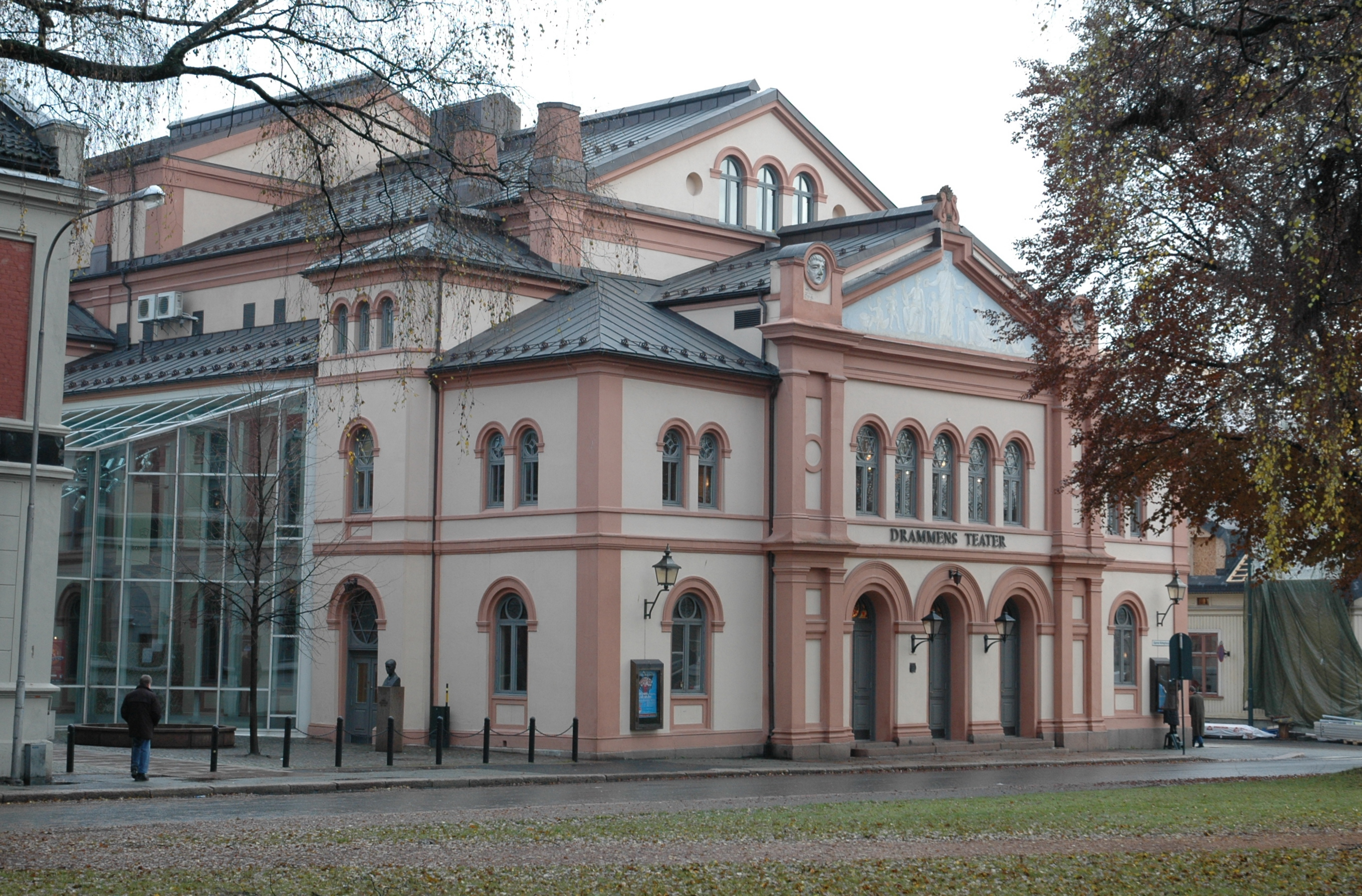
Il teatro di Drammen.

Drammen è una città della Norvegia situata nella contea di Buskerud. Ha ricevuto lo status di città nel 1811.
Drammen viene spesso considerata una "città dormitorio" della capitale Oslo, che dista solamente 40 km. 
Drammen, il cui fiordo è una diramazione del fiordo di Oslo, è il maggior porto norvegese per l'importazione di frutta e automobili.

## Geografia fisica
Drammen è situata nel fiordo omonimo (Drammenfjord) presso l'estuario del fiume Drammenselva, 41 km a sud-ovest di Oslo.
Il fiume Drammenselva è il fiume più pescoso del paese (salmone).
L'area metropolitana di Drammen si sviluppa oltre i confini comunali inglobando i comuni di Nedre Eiker, Lier e Røyken raggiungendò così i 116 641 abitanti.

## Economia
La città è un centro industriale per la lavorazione del legname, dei metalli, vi sono alcuni cantieri navali ed è sviluppata la pesca del salmone. Nei pressi della città vi sono giacimenti di zinco, nickel e cobalto.

## Sport

### Sci
A Drammen sono state organizzate varie gare di sci di fondo valide per la relativa Coppa del Mondo.

### Calcio
La squadra principale della città è il Strømsgodset Idrettsforening.